# Antarktischer Warzenkrake
Der Antarktische Warzenkrake (Pareledone charcoti) ist ein Kopffüßer aus der Gattung Pareledone. Er lebt in der Antarktis. Erstmals beschrieben hat Louis Joubin die Art im Jahr 1905.

## Merkmale

### Anatomie
Der Antarktische Warzenkrake hat eine Mantellänge von 65 Millimetern und erreicht eine Gesamtlänge von 21 Zentimetern. Der Mantel hat eine runde bis kugelige Form.
Die Tentakeln erreichen die 1,5- bis 2,3-fache Länge des Mantels. Sie haben eine unterschiedliche Länge, wobei die dorsalen Arme in der Regel die kürzesten sind. An jedem Arm sitzt eine Reihe von Saugnäpfen. Größere Tiere haben pro Tentakel 37 bis 54 Saugnäpfe. Vergrößerte Saugnäpfe sind nicht vorhanden. Bei männlichen Tieren bildet der dritte rechte Arm den Hectocotylus. Dieser erreicht 88 bis 92 % der Länge eines normalen Armes. An der Spitze sitzt die Ligula. Diese ist von fester Struktur und hat ein löffelförmiges Aussehen. Sie besitzt fünf bis neun Prozent einer Armlänge. Der Calamus ist lang und erreicht 35 bis 67 % der Ligulalänge. Der Hectocotylus weist nur 31 bis 38 Saugnäpfe auf.
Die Schwimmhaut ist gut entwickelt und bedeckt an der tiefsten Stelle bis zu 45 % der Armlänge. Die Kiemen besitzen sieben bis acht Lamellen pro Demibranch. Das Trichterorgan hat eine doppelte V-Form. Die Radula besteht aus neun Elementen, sieben Zahnreihen und Randplatten.

### Aussehen
Ruhende Tiere weisen einen gleichmäßigen rosa-braunen Farbton auf. Der Antarktische Warzenkrake besitzt am Kopf einen querverlaufenden weißen, balkenförmigen Fleck. Auf den medialen Oberarmen, der Krone und in der Mitte der Rückseite des Mantels befinden sich weiße Flecken. Wenn sich der Krake in Alarmbereitschaft befindet, verfärbt er sich dunkel violett bis braun. Im ventralen Bereich nimmt das Tier einen sahnig weißen Farbton an. Wie alle echten Kraken kann er seine Hautfarbe jedem Untergrund seiner Umgebung anpassen. Diese Tarnung beruht auf einer Kombination aus verschiedenen Chromatophoren und einer Veränderung der Hauttextur. Falsch-Augenflecken (Ocellen) sind bei Pareledone charcoti nicht vorhanden. 
Die Hautoberfläche ist rau und besitzt fast überall regelmäßig angeordnete, warzenförmige Gebilde, genannt Papillen. Die ventrale Fläche des Mantels ist glatt. Über jedem Auge befinden sich vereinzelt größere Papillen. Rund um den seitlichen Rand des Mantels befindet sich ein Hautkamm.

### Kälteschutz
Der Antarktische Warzenkrake besitzt im Vergleich zu anderen Arten die höchste Konzentration von Hämocyanin in seinem Blut. Vergleichsteste haben ergeben, dass die Art mindestens 40 % mehr des Blutfarbstoffes besitzt als andere Arten und alle bisher bekannten Spitzenwerte der Ordnung Octopoda übertrifft. Diese hohe Blutfarbstoff-Konzentration könnte ein Ausgleich sein für die fehlende Hämocyanin-Fähigkeit, in kalten Umgebungen Sauerstoff im Gewebe zu lösen, und könnte so helfen, eine ausreichende Sauerstoffversorgung zu gewährleisten. Dieser Stoff ist auch dafür verantwortlich, dass das Blut blau erscheint.

## Lebensweise

### Lebensraum
Pareledone charcoti lebt in den Gewässern des Antarktischen Zirkumpolarstroms in der Antarktis in Tiefen zwischen 100 und 700 Meter unter dem Meeresspiegel auf dem antarktischen Festlandsockel in einem Temperaturbereich von −1,6 bis −2,1 °C.
Der bevorzugte Untergrund sind Schlamm und Sandsubstrate aus Kies und Felsen. Die Art versteckt sich unter Schwämmen, Gorgonien und Moostierchen.

### Fortpflanzung
Die Männchen von Pareledone charcoti produzieren lange Spermatophoren. Diese erreichen die 1,6-fache Länge des Mantels. Die Spermatophoren werden mit einem speziellen Tentakel, dem Hectocotylus, an das Weibchen übertragen. Die Eier sind 11–14 Millimeter lang und erreichen 18–24 % der Mantellänge. 